# James Coco
James Emil Coco (født 21. marts 1930, død 25. februar 1987) var en amerikansk karakterskuespiller. Han blev nomineret til en Oscar for bedste mandlige birolle for Only When I Laugh (1981).